# Осакі (Каґосіма)

Осакі (яп. 大崎町, おおさきちょう, осакі тьо) — містечко в Японії, у південно-східній частині префектури Каґосіма.